# Абду Траоре
Абду Траоре (фр. Abdou Traoré, нар. 17 січня 1988, Бамако) — малійський футболіст, півзахисник національної збірної Малі.
Передусім відомий завдяки виступам за «Бордо», з яким став чемпіоном Франції, володарем Кубка французької ліги та володарем Суперкубка Франції.

## Клубна кар'єра
У дорослому футболі дебютував 2005 року виступами за команду малійського клубу «Олімпік» (Бамако).
2006 року перебрався до Франції, де продовжив займатися футболом у молодіжній команді «Бордо». За два роки, у 2008 дебютував в офіційних матчах головної команди цього клубу, в якій провів два сезони, взявши участь у 23 матчах чемпіонату. За цей час виборов титул чемпіона Франції.
Своєю грою за цю команду привернув увагу представників тренерського штабу клубу «Ніцца», до складу якого приєднався на умовах оренди 2010 року. Відіграв за команду з Ніцци один сезон своєї ігрової кар'єри, протягом якого отримав досвід постійних виступів в основному складі команди.
До складу «Бордо» повернувся 2011 року. За перший повний сезон після повернення відіграв за команду з Бордо лише 10 матчів в національному чемпіонаті. За шість сезонів у клубі зіграв лише 68 матчів у чемпіонаті: попри значний талант Траоре відзначався нерегулярністю, недбалістю та постійними травмами. Загалом з 2008 по 2017 рік (з перервою на оренду) зіграв 125 матчів за «Бордо» в усіх змаганнях.
Після завершення контракту влітку 2017 протягом року був без клубу. 5 липня 2018 підписав контракт з клубом «Ан-Нахда» з другої за силою ліги Саудівської Аравії, однак уже після першої половини сезону залишив клуб.

## Виступи за збірну
2009 року дебютував в офіційних матчах у складі національної збірної Малі. З 2009 по 2016 роки провів у формі головної команди країни 40 матчі, забивши 3 голи.
У складі збірної був учасником Кубка африканських націй 2010 року в Анголі, Кубка африканських націй 2012 року, що проходив у Габоні та Екваторіальній Гвінеї та на якому малійська команда здобула бронзові нагороди, а також Кубка африканських націй 2015 року в Екваторіальній Гвінеї.

## Титули і досягнення
- Чемпіон Франції (1):

«Бордо»: 2008–09
- Володар Кубка французької ліги (1):

«Бордо»: 2008–09
- Володар Суперкубка Франції (1):

«Бордо»: 2009
- Володар Кубка Франції (1):

«Бордо»: 2012-13
- Бронзовий призер Кубка африканських націй: 2012